# 85式主战坦克
85式坦克是由中國二代主戰坦克原型车—80式坦克的基础上研制改進而成，主要用于外贸出口，并未裝備中國人民解放軍。
巴基斯坦陆军装备有約300輛85-IIAP服役。

## 歷史
1970年代中后期，中国大陸展开国产二代主战坦克的研制，其後617廠開發出80式坦克，80式到1988年正式定型称为88式（即ZTZ-88）。在中国大陸压缩军费让步经济建设的背景下，国内军工部门缺少订单，于是转向外贸市场，通过出口获得订单，也保持了研发经验。在80式的基础上开发了80-Ⅱ外贸型坦克，之後北方工业公司根据外国客户需求提出以80-Ⅱ坦克为基础进行改进，是1988年至1989年设计的。在防护能力，机动性能和火控系统方面加強，才誕生了85式坦克。总設計師是方慰先。
85式坦克最初裝備105毫米口径線膛炮，后来发展出85-IIM坦克换装125毫米口径滑膛炮。

## 型號
85式坦克原型源于1980年代为外贸出口研制的80-Ⅱ外贸型坦克样车。

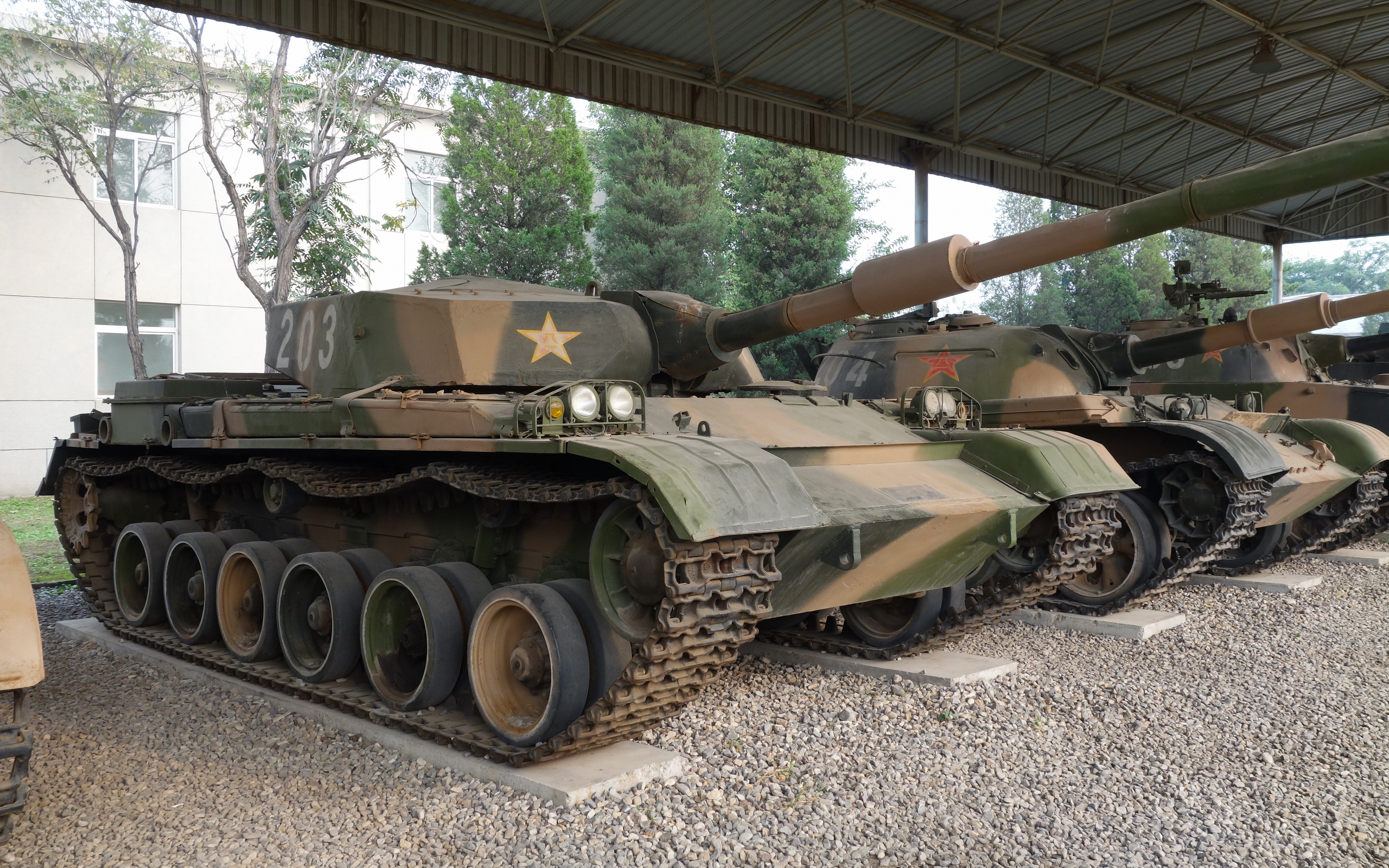
85-II (风暴I)坦克，617廠唯一樣車，保存在中国人民解放军坦克博物馆。
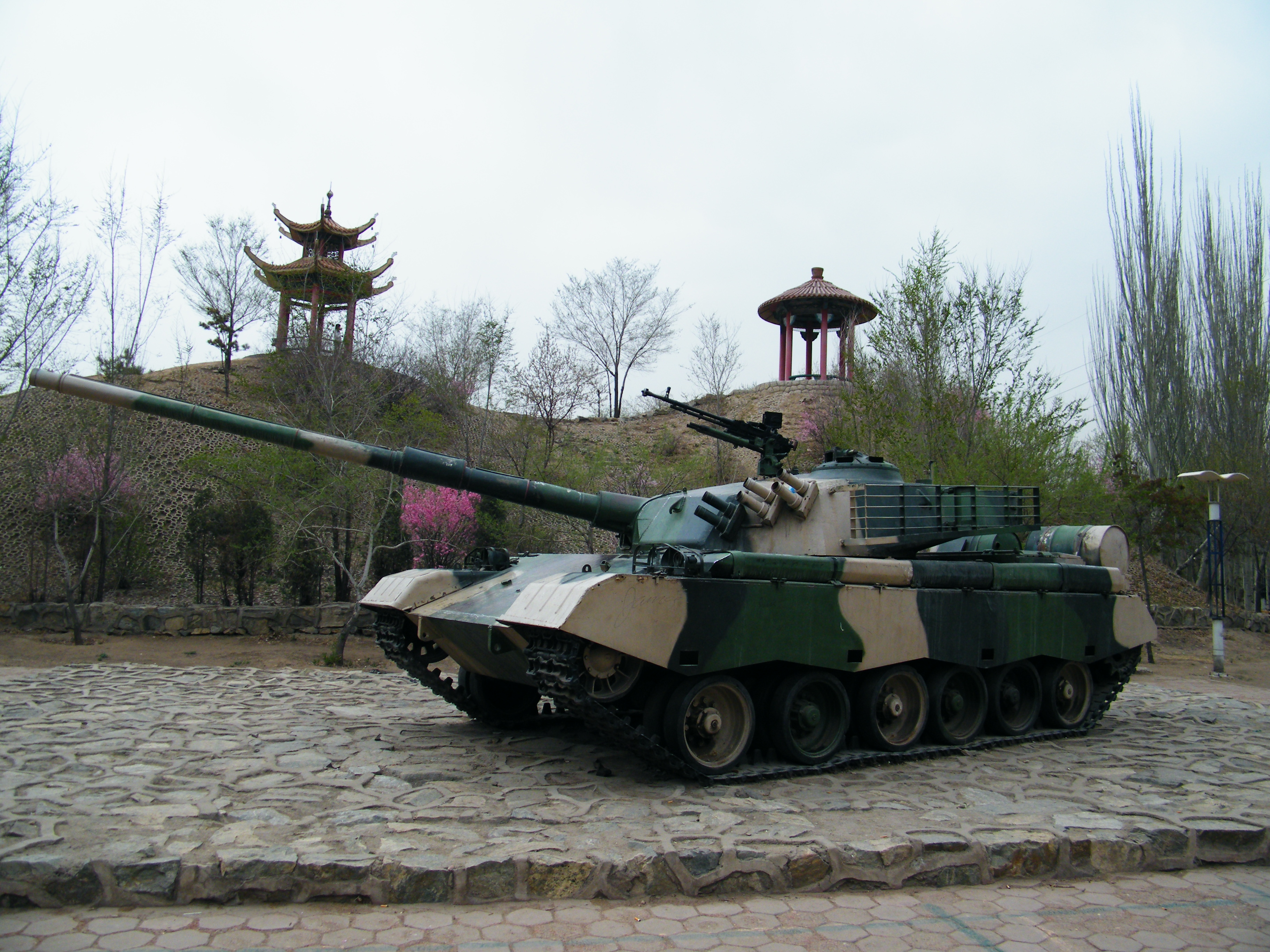
85-IIA(风暴II)坦克，保存在包头鳄鱼湖公园
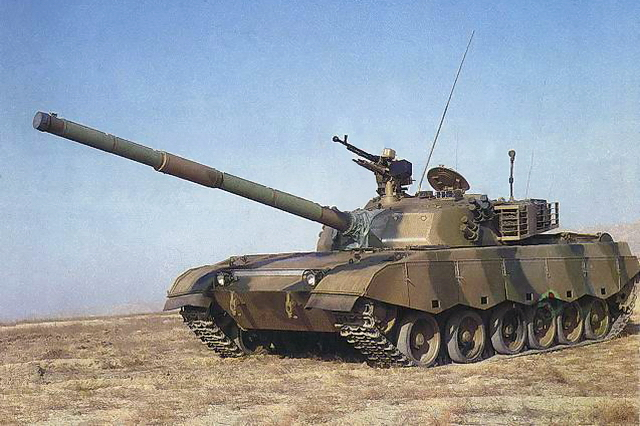
85-IIM坦克
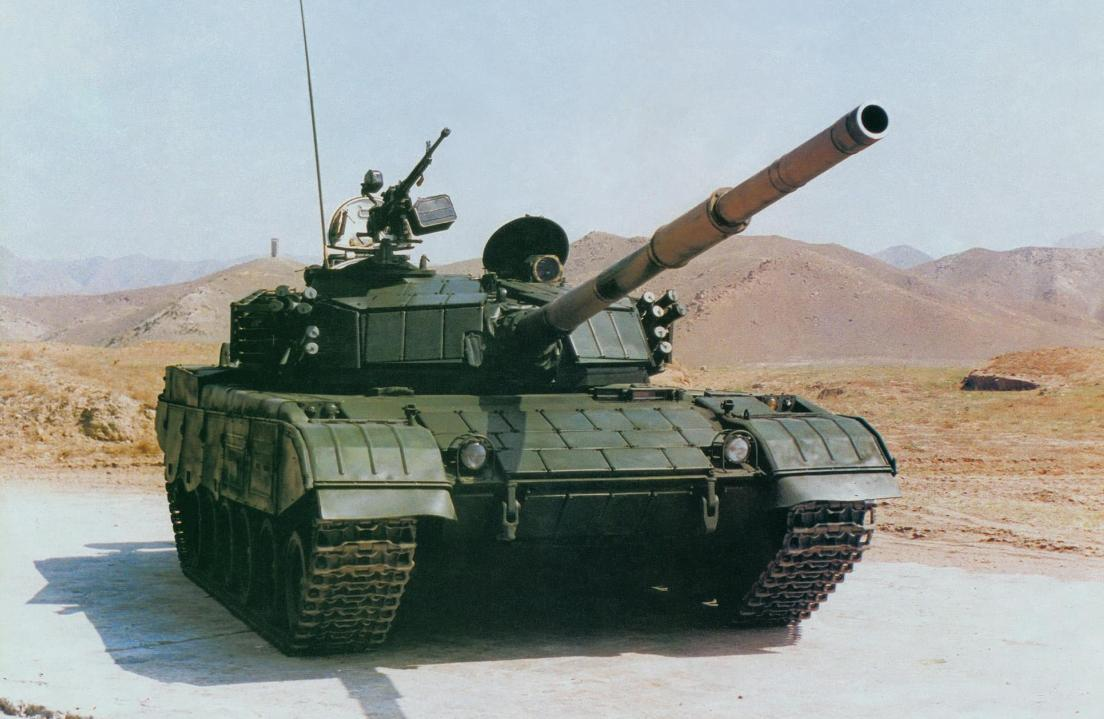
85-ІІІ 坦克

### 85-II
85-II即是“风暴”-Ⅰ型坦克（工厂代号“WZ1227”），仅有样车，未定型生产。是由中国北方工业公司提出研制参加外国用户坦克竞标的外贸型坦克。為在80式/88式坦克基础上改进的車身底盤，最大外形特征是采用焊接炮塔，加长身管的105毫米口径線膛炮（直接从国外引进的105毫米坦克炮明确限制15年内不能用于外贸出口，身管长度增加了848毫米，提高了初速和穿甲威力）和被加高以安装更大马力发动机的动力舱。开始应用复合装甲和下反稳像式火控系统。发动机功率为800马力，战斗全重39.5吨。最初命名为“风暴”型坦克，之后命名为85式，85式被定位為出口型，但中國政府最初沒有資助生產。
據報導這辆完成了的唯一原型被借用於博物館展出，但送至博物館的原型被拆去主砲。在2000年早期，這輛博物館原型车的照片被散布在互聯網上。

### 85-IIA
85-IIA即是“风暴”-Ⅱ型坦克（工厂代号“WZ1228”），是改進85-II的动力系統和火力的版本，换装了更新型号威力更大的105mm坦克炮，变速箱也换成带自动换挡的行星变速箱。时逢巴基斯坦开始对外招标采购新一代的主战坦克，85-IIA是将风暴Ⅰ展示给巴基斯坦方面后按巴方要求在风暴Ⅰ基础上改进的。1990年两款“风暴”坦克都被送往巴基斯坦进行试验。

### 85-IIAP
85-IIAP是出口巴基斯坦的型號（工厂代号“BW122C/BW122D”），基于85-IIA，按照巴基斯坦方面提出性能不低于印度新服役的T-72M，希望换装更大威力坦克炮的要求，裝有125毫米口径滑膛炮和配套的自动装弹机，以及稳像式火控系统。部份裝有訓練系統。1992年85-IIAP开始装备巴陆军，超過300辆在巴基斯坦服役。
由于样车研制周期短，巴方迫切要求投入批量生产，也没有经过试制批次的工艺考验，在量产首批交付后又进行了多处改进，所以85-IIAP有两个版本，工厂代号分别是BW122C和BW122D，BW122C是早期交付的版本，特征为安装在固定支柱上的高射机枪，BW122D为后期改进的版本，特征为安装在车长指挥塔座圈上的高射机枪。BW122D相对早期的BW122C改进了量产中的问题，增加了辅助电站，炮长镜安装了护板和擦洗装置，车长和炮手座椅改为了可调节式。

### 85-IIM
1990年代在两款风暴-Ⅰ/Ⅱ型坦克到巴基斯坦试验后，根据巴基斯坦方面提出的新要求完善并改进设计，包括以下的改進：
- 换装了125毫米口径滑膛炮，設計源自蘇制2A46，取代原本的105毫米線膛炮，可发射尾翼稳定脱壳穿甲弹、破甲弹和榴弹三种不同类型的炮弹，采用了自动装弹机。乘员车组由原来的4人减少为3人。
- 增強裝甲防謢能力
- 加裝下反影像穩定火控系統（ISFCS-Image Stablized Fire Control System）
- 改進夜視裝置

用于出口巴基斯坦称为85-IIAP（P代表巴基斯坦），国内被称为85-IIM，这款坦克亦成为中国88C式的原型，即所采用的技术也被用于后来装备中国人民解放军的ZTZ-96主战坦克。

### 85-III
巴基斯坦方面认为85-II在动力系统方面发动机功率升级幅度太小，希望换装，由于中方发动机技术储备不足的原因，所以在85-IIAP保留原来的发动机，进一步改进再换装1000马力发动机。
85-III是85-IIM的改进版本，北方工業用于投标巴基斯坦新的订单，1993年研制。战斗全重44吨，采用125毫米滑膛炮，裝有产自南斯拉夫的1000马力柴油发动机，双侧行星变速箱，动力舱整体吊装式，火控系统亦产自南斯拉夫，和南斯拉夫M84A的火控系统为同型号。在1995年推出安装双防反应装甲的升級。但动力系统耐受性不好导致的可靠性问题，无法适应巴基斯坦的沙漠地區环境测试，尤其是机油箱偏小，结果把机油箱崩裂，况且只是试验样车，试车中显得故障较多， 因而在巴基斯坦方面的对比试验中落选（选中了乌克兰改进的的T-80UD），之後問題被解決，但更先進型号已推出，因此85-III坦克沒有量產。

### VT-2
是由中国北方工业 (NORINCO) 开发的专供外贸出口的型号。从渊源上是基于85-ⅡM坦克，移植了中国人民解放军自用的 ZTZ-96A坦克的技术，是用于出口推出的新型号。升级动力系统、火炮系统，装有热成像仪上反稳像式观瞄系统，安装附加楔型装甲/FY系列反应装甲。
2012年由中国北方工业在马来西亚“DSA-2012” 国际防务展览会上展出了VT-2主战坦克模型。 在2014年8月22日中国兵器工业集团举办的“中国兵器装甲日”活动中公开亮相。
从外形上看VT-2型坦克可以看作是96A型坦克对应的外贸版本。
VT-2可作为早期85-IIM包括出口至巴基斯坦的85-ⅡAP中期改进升級標準方案。

## 外部連結
- （英文）China-Defense.com-88C式
- （英文）GlobalSecurity.org-80式／88式（页面存档备份，存于）

| 中华人民共和国坦克系列                                                                   | 中华人民共和国坦克系列 |
| ---------------------------------------------------------------------------------------- | ---------------------- |
| 59式、62式 、63式 \| 69式、79式 \| 80式、85式、ZTZ-88 \| 90-II式、ZTZ-96、ZTZ-99、ZTQ-15 |                        |